# Martailly-lès-Brancion
Martailly-lès-Brancion är en kommun i departementet Saône-et-Loire i regionen Bourgogne-Franche-Comté i östra Frankrike. Kommunen ligger i kantonen Tournus som tillhör arrondissementet Mâcon. År 2022 hade Martailly-lès-Brancion 124 invånare.

## Befolkningsutveckling
Antalet invånare i kommunen Martailly-lès-Brancion
| Referens: INSEE |